# Petr Kuběnský
Petr Kuběnský (* 1986 Brno) je český literární vědec, knižní redaktor a editor.
Zasloužil se o vydání souborného díla Ladislava Nováka. Je spoluautorem monografie Tvůrčí psaní v literární výchově jako nástroj poznávání.

## Život a dílo
Po maturitě na Vyšší odborné škole a Střední odborné škola informačních a knihovnických služeb v Brně ukončil v roce 2010 obor Humanitní studia (Český jazyk a literatura; Mediální studia a žurnalistika - Digitální média) na Fakultě sociálních studií Masarykovy univerzity bakalářskou práci Přínosy postupů experimentální poezie pro rozvíjení literárních kompetencí obhájil. V roce 2014 vystudoval Učitelství českého jazyka a literatury pro SŠ na Filozofické fakultě Masarykovy univerzity v Brně (Ústav české literatury a knihovnictví), studium obhájil diplomovou prací Literární dílo Ladislava Nováka. V roce 2013 vyhrál soutěž Brněnská sedmikráska (Nejlepší oslavná báseň o Brně), kterou vyhlásilo nakladatelství a časopis Host. V roce 2017 v soutěži o Cenu Vladimíra Macury získal 2. místo za konferenční příspěvek o konceptualismu v díle Ladislava Nováka.
V letech 2009–2015 pracoval jako knižní redaktor a editor klasické literatury a korektor v nakladatelství Tribun EU. V letech 2007–2011 byl činný jak pomocný vědecký pracovník při zpracovávání dat Českého národního korpusu. Jako instruktor a školitel zážitkové pedagogiky pracoval v letech 2006-2013 pod hlavičkou občanského sdružení Halahoj, v letech 2006–2011 působil jako lektor tvůrčího psaní v rámci literárního projektu Kalliopé. Publicisticky se věnuje larpovému designu, je mimo jiné autorem studie Podmínky a předpoklady narativní analýzy v larpu. Spolupracuje dlouhodobě s literárněvědnou revue Pulsy, je recenzentem portálu literarni.cz a magazínu Vaše Literatura. Od roku 2019 pracuje jako game designer ve firmě Court of Moravia.
Již ve své diplomové práci se zabýval osobností Ladislava Nováka, výsledkem jeho zájmu a několikaleté editorské činnosti je dvoudílný svazek Dílo, který vydalo v roce 2017 nakladatelství Dybbuk. Editorsky a redakčně se podílel na vydání děl několika klasických i současných autorů (Jiří Orten, Otokar Březina, Antonín Sova aj.). Pro Slovník české literatury po roce 1945 doplnil či vytvořil hesla o Ladislavu Novákovi a Pavlu Čechovi.